# Осаки, Ёсихико
Ёсихико Осаки (яп. 大崎 剛彦 Осаки Ёсихико, 27 февраля 1939, Вадзима, Япония — 28 апреля 2015, Осака, Япония) — японский пловец, призёр Олимпийских игр.

## Спортивная карьера
Родился в 1939 г. в Вадзима префектуры Исикава. Окончил Университет Васэда.
Обратил на себя внимание в международных соревнованиях, выиграв серебряную медаль в заплыве на 200 м брассом в соревновании «Япония-Австралия» (1958) и серебряную медаль на дистанции 200 м и бронзовую — на дистанции 100 м брассом в двустороннем матче «Япония-США» (1960). Двукратный победитель чемпионата Японии на дистанции 200 м брассом (1959 и 1960).
В 1960 г. на Олимпийских играх в Риме Ёсихико Осаки завоевал серебряную медаль на дистанции 200 м брассом и бронзовую медаль в эстафете 4×100 м комплексным плаванием.
В 1960 г. именно Осаки и американец Уильям Малликен нашли и впервые использовали новый способ ускорить перемещение в воде брассом: для этого во время гребка руками они держали лицо под водой, а в конце гребка быстро поднимали плечевой пояс и голову над поверхностью, потом вновь опускали лицо в воду, выводили руки вперед и делали мощный толчок ногами. Этот вариант получил название брасса с «поздним» вдохом, или «прыгающего» брасса. Подобную технику применяют современные спортсмены.
По окончании спортивной карьеры становится спортивным функционером. В 1970 г. был избран президентом Ассоциации плавания Осаки, а в 1987 г. — президентом японской Ассоциации любительского плавания. В 1992—2014 гг. — президент японской профессиональной Ассоциации плавания.
В 1986 г. выступил организатором первого чемпионата мира под эгидой FINA в Токио, а с 1993 г. принимал участие в проведении каждого мирового первенства. Как тренер возглавлял пять возрастных групп, спортсмены которых установили девять мировых рекордов и выиграли семь чемпионских титулов.
В 2006 г. был введен в Международный Зал славы плавания в категории внесших вклад в развитие этого вида спорта (contributor).
Был женат на многократной чемпионке Азиатских игр по плаванию Ёсико Сато.